# Burnt Yates
Burnt Yates – wieś w Anglii, w hrabstwie North Yorkshire, w dystrykcie (unitary authority) North Yorkshire. Leży 37 km na zachód od miasta York i 300 km na północ od Londynu.